# Trey Hendrickson
Trey Hendrickson (Orlando, 5 dicembre 1994) è un giocatore di football americano statunitense che milita nel ruolo di defensive end per i Cincinnati Bengals della National Football League (NFL).

## Carriera

### New Orleans Saints
I New Orleans Saints scelsero Hendrickson nel corso del terzo giro (103º assoluto) del Draft NFL 2017. Competé con Darryl Tapp, Alex Okafor, Obum Gwacham, Al-Quadin Muhammad e Alex Jenkins nel corso del training camp per il ruolo di defensive end titolare. Il capo-allenatore Sean Payton lo nominò defensive end di riserva dietro a Cameron Jordan e Alex Okafor per l'inizio della stagione regolare.
Non fu in campo nella prima della stagione a causa di un'influenza. Debuttò il 17 settembre 2017 contro i New England Patriots mettendo a segno 3 tackle nella sconfitta per 20-36. La settimana successiva fece registrare il suo primo sack sul quarterback Cam Newton nella vittoria per 34-13. Nella settimana 6 contro i Detroit Lions mise a referto due passaggi deviati nella vittoria per 52-38.
Nella stagione 2018 Hendrickson disputò 8 partite con 5 placcaggi.
Nel debutto della stagione 2019, Hendrickson mise a segno due sack contro gli Houston Texans nel Monday Night Football. La sua stagione si chiuse con 4,5 sack, 19 tackle e un fumble forzato.
Nella settimana 9 della stagione 2020 contro i Tampa Bay Buccaneers nel Sunday Night Football, Hendrickson mise a referto due sack su Tom Brady nella vittoria per 38–3. Nella settimana 15 contro i Kansas City Chiefs fece registrare due sack su Patrick Mahomes, incluso uno con cui forzò un fumble. La sua annata si chiuse con 13,5 sack.

### Cincinnati Bengals
Il 19 marzo 2021, Hendrickson firmò un contratto quadriennale del valore di 60 milioni di dollari con i Cincinnati Bengals. A fine stagione fu convocato per il suo primo Pro Bowl dopo un nuovo primato personale di 14 sack. Il 13 febbraio 2022 partì come titolare nel Super Bowl LVI ma i Bengals furono sconfitti dai Los Angeles Rams per 23-20.
Nella settimana 3 della stagione 2022, Hendrickson mise a segno 2,5 sack e 2 fumble forzati nella vittoria sui New York Jets, venendo premiato come difensore della AFC della settimana. A fine stagione fu convocato per il suo secondo Pro Bowl dopo 8 sack e 3 fumble forzati.
Nell'ottavo turno della stagione 2023 Hendrickson fu costretto a lasciare la gara contro i San Francisco 49ers per un infortunio alla caviglia ma riuscì a rientrare nel terzo quarto e a mettere a segno l'ottavo sack stagionale nella vittoria esterna. A fine stagione fu convocato per il suo terzo Pro Bowl dopo essersi classificato secondo nella NFL con 17,5 sack.
Nel sesto turno della stagione 2024, Hendrickson mise a referto due sack nella vittoria sui New York Giants. Nella settimana 9 fece registrare un nuovo primato personale di 4 sack, oltre a un fumble forzato e un passaggio deviato, nella vittoria sui Las Vegas Raiders, venendo premiato come miglior difensore della AFC della settimana. Nell'ultimo turno mise a referto 3,5 sack nella vittoria sugli Steelers, venendo premiato come difensore della AFC della settimana. A fine stagione fu convocato per il suo quarto Pro Bowl e inserito nel First-team All-Pro dopo avere guidato la NFL con 17,5 sack ed essersi classificato secondo con 19 placcaggi con perdita di yard. Giunse inoltre secondo nel premio di difensore dell'anno.

## Palmarès

### Franchigia
- American Football Conference Championship: 1

Cincinnati Bengals: 2021

### Individuale
- Convocazioni al Pro Bowl: 4

2021, 2022, 2023, 2024
- First-team All-Pro: 1

2024
- Difensore della AFC della settimana: 3

3ª del 2022, 9ª e 18ª del 2024
- Leader della NFL in sack / Deacon Jones Award: 1

2024